# Wilhelm II. (Jülich, Graf)
Wilhelm II. der Große von Jülich († 1207) war von 1176 bis 1207 Graf von Jülich. Mit ihm starb das erste Jülicher Grafenhaus aus.

## Leben
Wilhelm folgte 1176 seinem Vater Wilhelm I. als Graf von Jülich. Mit ihm begann der Aufstieg der Jülicher Grafen. Mit dem Maubacher Erbe seiner Frau Averardis von Saffenberg  und den damit verbundenen Wildbannrechten begann die Ausdehnung des Jülicher Einflusses in die Eifel. Wilhelm errichtete zur Sicherung seiner Herrschaft die Burg Nideggen. Er gewann die Vogtei über St. Georg und St. Ursula in Köln. Die Vogtei über Soest verkaufte er an die Grafen von Cuyk-Arnsberg. Nach seinem Tod ging die Grafschaft an Wilhelm III. über, den Sohn seiner Schwester Jutta und Eberhards I., Herr von Hengenbach.